# 平範家
平 範家（たいら の のりいえ）は、平安時代後期の公卿。桓武平氏高棟流、参議・平実親の嫡男。官位は従三位・木工頭。

## 経歴
白河院や待賢門院の院司を務めたのち、大治5年（1130年）崇徳天皇の六位蔵人に補せられ、翌大治6年（1131年）従五位下に叙せられる。叙爵後はしばらく散位となるが、長承3年（1134年）治部少輔兼淡路守に任官し、保延5年（1139年）には春宮・躰仁親王の春宮権大進も兼ねた。
保延7年（1141年）正月に従五位上に昇叙されると、同年12月の躰仁親王の即位（近衛天皇）に伴って春宮大進の労により正五位下に叙せられるとともに五位蔵人に補せられる。久安4年（1148年）右少弁に任ぜられると、久安6年（1150年）には左少弁に昇任されるとともに、右衛門権佐（検非違使佐）も兼ねて三事兼帯となった。仁平2年（1152年）に子息の親範を勘解由次官に任じる代わりに右衛門権佐を辞して三事兼帯は2年足らずで解消されるが、その後も久寿元年（1154年）権右中弁、久寿2年（1155年）従四位下、久寿3年（1156年）4月に右中弁と、鳥羽院政期後期に弁官を務めながら順調に昇進している。
同年7月に鳥羽法皇が崩御して保元の乱が発生するが、乱後の9月に範家は従四位上・蔵人頭兼右大弁、12月には正四位下と急速な昇進を果たす。翌保元2年（1157年）9月になると親範を右少弁に任官させる代わりに、自身は右大弁を辞するが、同年10月に従三位に叙せられて公卿に列した。
保元4年（1159年）3月13日に出家し、伏見に護法寺を創建する。応保元年（1161年）9月17日薨去。享年47。

## 官歴
『公卿補任』による。
- 大治5年（1130年） 11月29日：六位蔵人、前白河院蔵人・待賢門院判官代
- 大治6年（1131年） 4月19日：従五位下
- 長承3年（1134年） 2月22日：治部少輔、元散位。閏12月30日：兼相模守（父実親辞淡路守申任）
- 保延5年（1139年） 8月17日：春宮権大進（春宮・躰仁親王）
- 保延7年（1141年） 正月6日：従五位上（少輔労）。12月2日：辞守。12月26日：正五位下（坊官）、五位蔵人
- 天養2年（1145年） 4月15日：木工頭
- 久安3年（1147年） 正月28日：兼勘解由次官、頭如元
- 久安4年（1148年） 10月13日：右少弁、頭如元
- 久安6年（1150年） 4月28日：左少弁。10月20日：兼右衛門権佐（三事）
- 仁平2年（1152年） 8月28日：辞佐（以男親範申任勘解由次官）
- 久寿元年（1154年） 12月28日：権右中弁
- 久寿2年（1155年） 正月6日：従四位下（弁労、未公文）。2月：直物
- 久寿3年（1156年） 4月6日：右中弁。9月13日：蔵人頭（頭弁）。9月17日：右大弁、頭如元、従四位上（祖父時範尊勝寺行幸行事賞）。11月28日：正四位下（臨時、除目次）
- 保元2年（1157年） 9月9日：辞弁（以男親範右少弁）。10月27日：従三位（臨時）、元木工頭
- 保元4年（1159年） 3月13日：出家
- 応保元年（1161年） 9月17日：薨去

## 系譜
- 父：平実親[1]
- 母：藤原為隆の三女（1094-1120）
- 妻：藤原清隆の次女
  - 男子：平親範（1137-1220）
- 生母不明の子女
  - 男子：平行範
  - 男子：平棟範
  - 女子：藤原能業室
  - 女子：吉田経房室
  - 女子：藤原脩範室